# Карповка (Волгоградская область)
Карповка — село в Городищенском районе Волгоградской области России, административный центр Карповского сельского поселения.
Население - 1591 (2010)

## История
Основано малороссиянами в XVIII веке. Первоначально имело статус слободы. Согласно Списку населённых мест Земли Войска Донского в 1859 году слобода Карповка относилась ко Второму Донскому округу. В слободе имелось 150 дворов, 1 православная церковь, проживало 936 душ мужского и 930 женского пола.
В 1921 году в составе Второго Донского округа включено в состав Царицынской губернии. В 1928 году село Карповка вошло в состав Сталинградского района Сталинградского округа Нижневолжского края (с 1934 года - Сталинградский край). В 1935 году село включен в состав Песчанского района (с 1938 года - Городищенский район) Сталинградского края (с 1936 года - Сталинградской области, с 1961 года - Волгоградская область). С 1963 по 1977 год село входило в состав Калачёвского района. Включено в состав вновь образованного Городищенского района в 1977 году.

## География
Карповка расположена в степной зоне на юге Приволжской возвышенности, относящейся к Восточно-Европейской равнине, на реке Карповка, на высоте около 50 метров над уровнем моря. Рельеф местности равнинный, осложнён балками и оврагами. В 3 км к югу от села проходит Волго-Донской канал. Почвы - каштановые солонцеватые и солончаковые.
По автомобильным дорогам расстояние до центра Волгограда составляет 45 км, до районного центра посёлка Городище - 53 км. К селу имеется асфальтированный подъезд от федеральной автодороги А260 (2,4 км)
Климат
Климат умеренный континентальный с жарким летом и малоснежной, иногда с большими холодами, зимой. Согласно классификации климатов Кёппена климат характеризуется как влажный континентальный (индекс Dfa). Температура воздуха имеет резко выраженный годовой ход. Среднегодовая температура положительная и составляет +8,6 °С, средняя температура января -7,0 °С, июля +24,3 °С. Расчётная многолетняя норма осадков - 386 мм, наибольшее количество осадков выпадает в декабре (40 мм) и июне (38 мм), наименьшее в марте (23 мм). 
Часовой пояс
Карповка, как и вся Волгоградская область, находится в часовой зоне МСК (московское время). Смещение применяемого времени относительно UTC составляет +3:00.

## Население
| 2002 |
| ---- |
| 1348 |

| 1859 | 1873  | 1897 | 1915  | 2010  |
| ---- | ----- | ---- | ----- | ----- |
| 1866 | ↗1976 | ↘713 | ↗1540 | ↗1591 |